# اثر چشم گربه

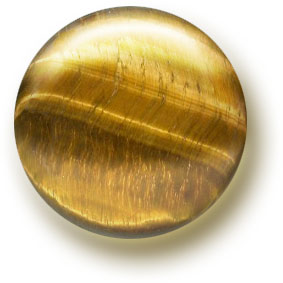
سنگ چشم‌ببری

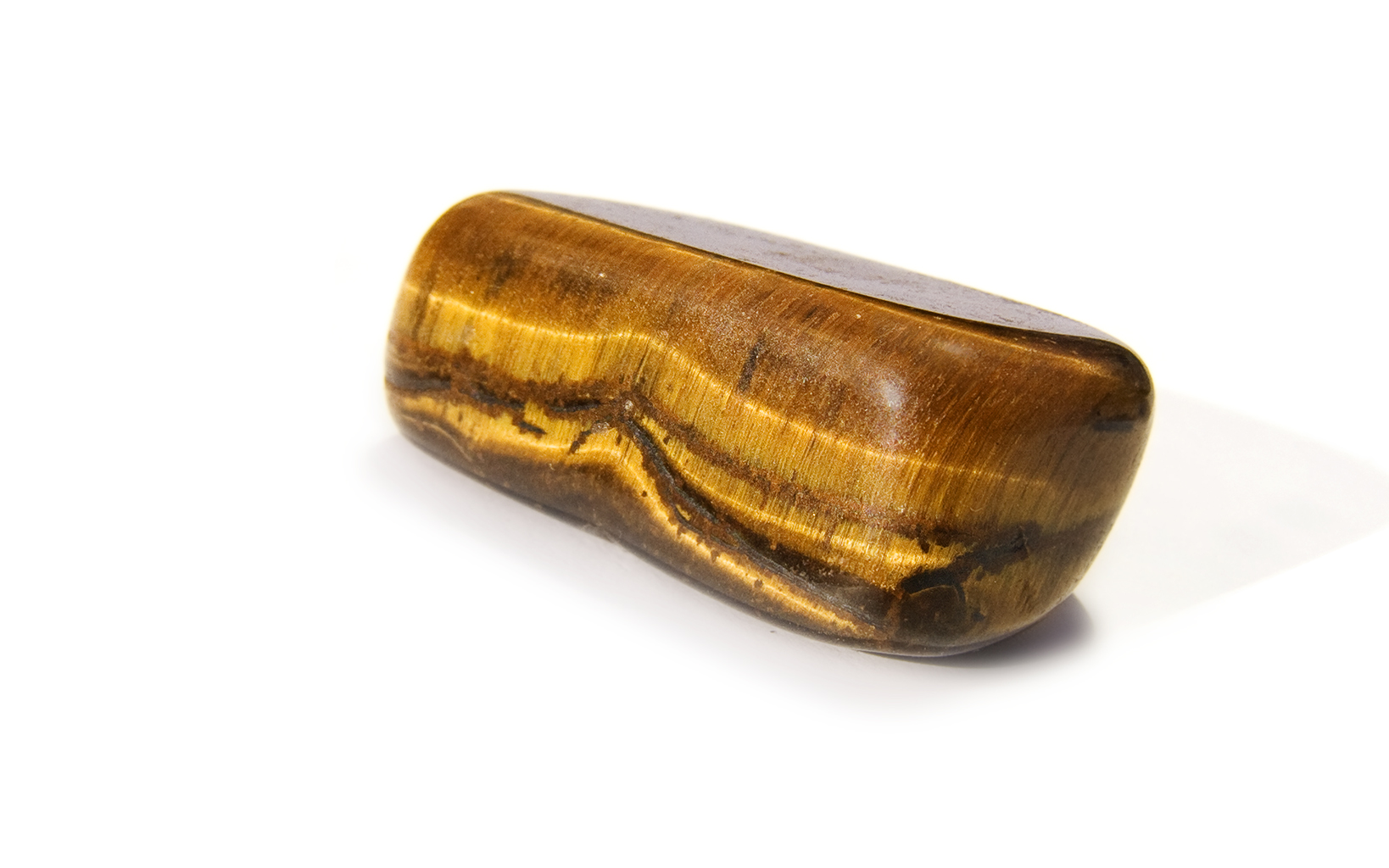
سنگ چشم‌ببری

در گوهرشناسی، پدیدهٔ چشم‌گربه‌ای یا شاتویانسی (chatoyancy)، که همچنین با نام اثر چشم گربه هم شناخته می‌شود، یک اثر بازتابندگی پدیده‌های دیداری است که در برخی گوهرسنگ‌ها دیده می‌شود. (به‌طور تاریخی، این اصطلاح به‌طور خاص برای سنگ‌های قیمتی به‌کار می‌رفته است؛ در چوب‌ها و مواد دیگر این اثر به‌طور کلی با نام «نقش» یا «رنگین‌تابی» شناخته می‌شود)
این پدیده معمولاً با یک یا چند نوار مشخص نور بازتابیده که یادآور چشم گربه است شناخته می‌شود. این نوارها با حرکت دادن گوهر یا حرکت بیننده روی سطح گوهر جابه‌جا می‌شوند.
پدیدهٔ چشم‌گربه‌ای به‌دلیل وجود ساختارهای رشته‌ای درون ماده (مانند چشم‌ببری) یا به‌دلیل وجود دربرگیرنده‌ها و حفره‌های رشته‌ای ایجاد می‌شود؛ مانند چشم گربهٔ کریزوبریل که در آن این اثر به‌علت حضور دی‌اکسید تیتانیوم ایجاد می‌شود. این ذرات رشته‌ای به‌صورت عمود برهم آرایش پیدا می‌کنند و اثر را به‌وجود می‌آورند.

## توضیح
پدیدهٔ چشم‌گربه‌ای در کریزوبریل بر اثر حضور کانی روتیل، که عمدتاً از دی‌اکسید تیتانیوم تشکیل شده، ایجاد می‌شود. این بلورهای روتیل به‌دلیل تطابق پارامتر شبکه‌ای فقط با یکی از سه محور متعامد بلور ارتورومبیک کریزوبریل، به‌شکل ترجیحی در همان راستا آرایش می‌یابند.

### نمایش بهینهٔ اثر

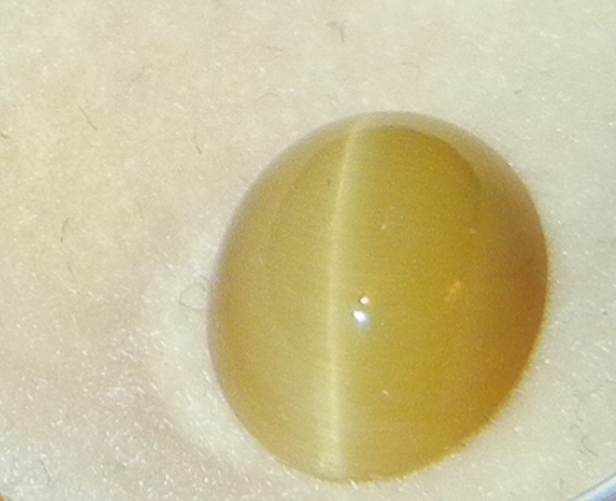
یک دامله کوارتز زرد-سبز که اثر چشم گربه را نشان می‌دهد.

برای آشکار کردن پدیدهٔ چشم‌گربه‌ای، معمولاً گوهرسنگ‌ها را به‌شکل دامله تراش می‌دهند که دارای پایه‌ای تخت و گرد باشد و ساختارهای رشته‌ای آن موازی پایه قرار گیرند. نمونه‌های باکیفیت، نوار نورانی تیز و مشخصی دارند که با چرخاندن سنگ جابه‌جا می‌شود، درحالی‌که نمونه‌های کم‌کیفیت‌تر اثری نواردار شبیه چشم‌گربه‌ای کوارتز نشان می‌دهند. تراش‌های چندوجهی (فست) این اثر را به‌خوبی نمایش نمی‌دهند.

#### گونه‌های مواد دارای پدیدهٔ چشم‌گربه‌ای
انواع گوهرهایی که این پدیده در آن‌ها دیده می‌شود شامل کوارتز، کریزوبریل، بریل  (به‌ویژه گونه‌های بریل)، چاروئیت، تورمالین، لابرادوریت، سلنیت (کانی)، فلدسپات، آپاتیت، سنگ ماه، تامسونیت و اسکاپولیت است. این اثر محدود به گوهرسنگ‌ها نیست و در گونه‌های مختلف چوب و حتی در فیبر کربن نیز دیده می‌شود. سنگ‌های مصنوعی ساخته‌شده با فیبر نوری نیز می‌توانند پدیدهٔ چشم‌گربه‌ای داشته باشند و در رنگ‌های متنوع عرضه شوند.

#### اصطلاح‌شناسی چشم گربه

پدیدهٔ چشم‌گربه‌ای در چشم‌ببری

وقتی اصطلاح «چشم گربه» به‌تنهایی برای توصیف یک گوهر استفاده می‌شود، معمولاً به چشم‌گربه‌ای کریزوبریل اشاره دارد. همچنین می‌توان آن را به‌عنوان یک صفت برای توصیف این پدیده در سایر سنگ‌ها به‌کار برد، مثلاً «چشم‌گربه‌ای زمرد کبود».

## در صنعت چوب
پدیدهٔ چشم‌گربه‌ای در چوب در گونه‌های مختلف دیده می‌شود – به‌ویژه در سخت‌چوب‌ها و انواع مختلف چوب نانمو در چین و آسیای جنوب شرقی، جایی که فشار ناشی از وزن درخت باعث ایجاد بخش‌های متراکم‌تر یا برجستگی‌هایی مانند گره یا چشم پرنده می‌شود. این «نقش» که ظاهری سه‌بعدی و خیره‌کننده دارد، نزد نجاران و مشتریان آن‌ها ارزشمند است و در مبلمان، سازهای موسیقی و دیگر محصولات تزئینی چوبی به‌کار می‌رود. این نقش‌ها شکل‌های گوناگونی دارند و با نام‌هایی چون «شعله‌ای»، «روبان»، «خط ببر»، «لحافی» و… شناخته می‌شوند.
این اثر گاهی «ظاهر خیس» هم نامیده می‌شود، چون مرطوب کردن چوب با آب اغلب پدیدهٔ چشم‌گربه‌ای را آشکار می‌کند، هرچند این اثر تا زمانی است که چوب خشک نشده باشد. برخی روکش‌ها باعث برجسته‌تر شدن رگهٔ چوب می‌شوند. روکش‌های روغنی، اپوکسی و شلاک می‌توانند این اثر «ظاهر خیس» را به‌شدت تقویت کنند. زمانی که ضریب شکست روکش تقریباً با ضریب شکست چوب برابر باشد، پراکندگی نور در سطح چوب دیگر رخ نمی‌دهد و به ظاهر عمق‌دار نقش چوب افزوده می‌شود.